# Bazarella atra
Bazarella atra är en tvåvingeart som först beskrevs av Vaillant 1955.  Bazarella atra ingår i släktet Bazarella och familjen fjärilsmyggor. Inga underarter finns listade i Catalogue of Life.